# Actiniidae
Actiniidae (лат.) — крупнейшее семейство в отряде актинии. Его представители напоминают по форме цветок.
Большинство членов этого семейства не состоят в симбиозе с рыбами. Есть три исключения: Entacmaea quadricolor (с рыбами-клоунами и некоторыми Apogonidae), Anemonia viridis (с бычком Букчича) и Urticina piscivora (с Oxylebius pictus).
Определить систематическое положение представителя семейства Actiniidae часто довольно сложно. Проблемы с определением родов внутри этого семейства возникают из-за того, что большинство видов легко различимы в живом виде, но при фиксировании они обесцвечиваются и теряют некоторые другие признаки.

## Роды
В семейство включают следующие роды:
- Actinia Linnaeus, 1767
- Actinioides Haddon & Shackleton, 1893
- Actinopsis
- Actinostella
- Anemonia Risso, 1826
- Antheopsis Simon, 1892
- Anthopleura Duchassaing de Fonbressin & Michelotti, 1860
- Anthostella Carlgren, 1938
- Aulactinia Verrill, 1864
- Bolocera Gosse, 1860
- Boloceropsis McMurrich, 1904
- Bunodactis Verril, 1899
- Bunodosoma Verrill, 1899
- Cancrisocia
- Cladactella Verrill, 1928
- Cnidopus Carlgren, 1934
- Condylactis Duchassaing de Fombressin & Michelotti, 1864
- Cribrina
- Cribrinopsis Carlgren, 1922
- Cystiactis
- Dofleinia Wassilieff, 1908
- Entacmaea Ehrenberg, 1834
- Epiactis Verrill, 1869
- Evactis Verrill, 1869
- Glyphoperidium Roule, 1909
- Glyphostylum Roule, 1909
- Gyractis Boveri, 1893
- Gyrostoma Kwietniewski, 1898
- Isactinia Carlgren, 1900
- Isanemonia Carlgren, 1950
- Isantheopsis Carlgren, 1942
- Isoaulactinia Belém, Herrera & Schlenz, 1996
- Isocradactis Carlgren, 1924
- Isosicyonis Carlgren, 1927
- Isotealia Carlgren, 1899
- Isoulactis
- Korsaranthus Riemann-Zurneck, 1999
- Leiotealia
- Leipsiceras Stephenson, 1918
- Macrodactyla Haddon, 1898
- Mesactinia England, 1987
- Myonanthus McMurrich, 1893
- Neocondylactis England, 1987
- Neoparacondylactis Zamponi, 1974
- Onubactis Lopez-Gonzalez, den Hartog & Garcia-Gomez, 1995
- Oulactis Milne Edwards & Haime, 1851
- Parabunodactis Carlgren, 1928
- Paracondylactis Carlgren, 1934
- Paractis Milne-Edwards & Haime, 1851
- Paranemonia Carlgren, 1900
- Parantheopsis McMurrich, 1904
- Paratealia Mathew & Kurian, 1979
- Phialoba Carlgren, 1949
- Phlyctenactis Stuckey, 1909
- Phlyctenanthus Carlgren, 1949
- Phyllactis Milne Edwards & Haime, 1851
- Phymactis Milne Edwards, 1857
- Phymanthea
- Pseudactinia Carlgren, 1928
- Saccactis
- Spheractis England, 1992
- Stylobates Dall, 1903
- Synantheopsis England, 1992
- Tealia Gosse, 1858
- Tealianthus Carlgren, 1927
- Telactinia England, 1987
- Urticina Ehrenberg, 1834
- Urticinopsis Carlgren, 1927